# 小恒山街道
小恒山街道，是中华人民共和国黑龙江省鸡西市恒山区下辖的一个乡镇级行政单位。

## 行政区划
小恒山街道下辖以下地区：
宏伟社区、幸福社区、兴隆社区、红岩社区和文化社区。